# Euchromius confusus
Euchromius confusus là một loài bướm đêm trong họ Crambidae.